# すてき彩事記
『すてき彩事記』（すてきさいじき）は、関西テレビで2013年2月4日から2018年12月28日まで毎週月曜日から金曜日4:28 - 4:30（JST）に放送されていた情報番組である。以前は、4:52 - 4:54に、2013年6月28日までは、毎週月曜日から金曜日5:18 - 5:25（JST）に放送されていた。

## 概要
番組内容は、関西テレビの若手アナウンサー達が週替わりで登場し、学校や職場や井戸端で話題として使える季節の雑学や歳時記やその日にまつわるウンチクなどのプチ情報、今話題のエンタメ&イベント情報を朝一番にお届けする。

## 出演者
- 高橋真理恵
- 中島めぐみ
- 吉原功兼
- 新実彰平
- 山本悠美子
- 山田恭弘
- 石巻ゆうすけ
- 関純子
- 林弘典
- 石田一洋
- 毛利八郎
- 杉本なつみ
- 竹﨑由佳
- 竹上萌奈

## スタッフ
- 原作・脚本：藤田雄一
- ディレクター：松本剛樹、森欣浩、杉本歩、大西徹
- プロデューサー：毛阪一洋
- 制作著作：関西テレビ